# 銀行総務特命
『銀行総務特命』（ぎんこうそうむとくめい）は、池井戸潤の経済小説。『週刊現代』（講談社）2001年11月17日号から2002年6月15日号にかけて連載され、2002年8月9日に同社より単行本が刊行された。
2005年8月15日に講談社文庫版が発売され、2011年11月15日には講談社文庫新装版が刊行された。
大手都市銀行「帝都銀行」で不祥事・スキャンダルの処理を任された特命担当調査役・指宿修平の活躍を描く銀行ミステリー。
2014年と2015年に収録作の5篇を原作として『花咲舞が黙ってない』のタイトルでテレビドラマ化された。

## あらすじ
漏洩
「ミカド」と名乗る男が、帝都銀行内部で作成された融資先の信用格付けを評価した名簿を、名簿業者に流出させたことが判明した。その名簿に関する財務情報の流出事件も起きる中、指宿は流出経路を追う。
煉瓦のよう
民事再生法の適用を決めた大手建設会社に絡み、帝都銀行は200億円の損失を出すこととなった。そんな中、指宿は上司の斎藤から、建設会社の使途不明金の一部が帝都銀行役員への裏金に使用されている疑惑があることを伝えられ、その実態を探るよう命じられた。やがて、叩き上げながら支店部長となり執行役員の肩書も手に入れた田島という行員が関与した疑惑が上がるが、田島はその人柄から裏金で動くような人物とは思えず、誰かを庇っているのではと指宿は考える。
官能銀行
帝都銀行の女子行員がアダルトビデオに出演したとスクープされる。指宿は帝都銀行幹部陣にAV女優となった女性行員を特定するよう命じられ、人事部の唐木と調査に着手する。しかし唐木を送り込んだ人事部次長の大前は、行員の不祥事調査は人事部の領域であると考えており、そこに介入する指宿を快く思っていなかった。
灰の数だけ
債権回収の実績が評価され、品川支店長に就任した堂島の妻子が誘拐される。身代金の運び役となった唐木怜は誘拐犯の指示で都内を駆けずり回る一方、指宿は多岐に渡る犯人を絞るべく、犯人の隠れ家に残されていたあるものに着目する。
ストーカー
帝都銀行渋谷支社のキャリア組・前原美樹が行内の人間と思われる人物にストーキングされる事件が発生する。指宿と唐木はストーカーの特定に乗り出し、やがて前原の同僚・古橋をストーカーと特定して取り押さえることに成功する。しかし、古橋は前原へのストーカー行為は認めたものの、前原への自宅マンションへの侵入は否定し、またその時間帯には古橋にアリバイがあることが判明する。
特命対特命
帝都銀行証券部のトレーダー・宮野が運用に失敗して百数十億円の損失を出し、それを隠蔽しているというタレコミがあった。指宿は調査に乗り出すも、宮野は巧妙に損失の証拠を隠蔽しており、尻尾をなかなか掴ませない。結局、半年後に検査部の調査により巨額損失が発覚し、人事部のエース行員・星川が宮野に聴取したことでようやく宮野は損失を認め、併せてそれを取り返そうとして更に損失を広げてしまったと説明した。
実は指宿を煙たがっていた人事部は対指宿の特命に星川を任命しており、星川と人事部は「宮野による損失拡大は指宿の調査によるもの」と決めつけ、損失の責任を擦り付けて指宿を追放するという陰謀を実行に移す。しかし、実は宮野は人事部にも隠していることがあった。
遅延稟議
帝都銀行川崎支社長・水原が夜道で刺されて負傷する事件が発生し、続けて武蔵小杉支社長の金子も襲撃される事件が発生する。警察が捜査に乗り出す中、指宿も独自に事件の背景を調査する。やがて、水原と金子がかつて共に勤務していた自由ヶ丘支社における出来事が事件の裏側に浮かび上がってくる。
ペイオフの罠
ある日、唐木は10年前に夫が投資話に騙されて自宅を売却する処理を担当した老婦人の関口から相談を受ける。関口によると、京浜銀行の若手行員・秋本の人柄を信じ、3300万円の定期預金を京浜銀行に預け替えしたのだが、先日その京浜銀行が経営破綻してしまったという。そんな2人の前に秋本が訪ねてきて関口に謝罪し、自身も京浜銀行の破綻は直前まで知らずこれからどうすればいいのか困っていると話したが、唐木の調査により秋本がある犯罪を行っていたことが明らかとなる。

## 登場人物
指宿 修平（いぶすき しゅうへい）
主人公。帝都銀行総務部企画グループ。行内の不祥事を処理する特命担当。
鏑木 和馬（かぶらぎ かずま）
総務部企画グループの若手行員。指宿の補佐を務めていたが、「官能銀行」ラストで企画部に異動する。
唐木 怜（からき れい）
人事部調査役。「官能銀行」ラストで鏑木の後任として総務部へ異動し、指宿の補佐となる。
斉藤 浩二朗（さいとう こうじろう）
帝都銀行副頭取。特命を組織外の直属の組織とし、指宿を指揮する。
門倉 澄男（かどくら すみお）
警視庁捜査一課特殊犯捜査係。金融犯罪で指宿が捜査に協力する。

## 書籍情報
- 池井戸潤『銀行総務特命』
  - 単行本：講談社、2002年8月9日[2]、ISBN 978-4-06-211269-7
  - 文庫：講談社文庫、2005年8月、ISBN 978-4-06-275803-1
  - 文庫（新装版）：講談社文庫、2011年11月15日[3]、ISBN 978-4-06-277140-5

文庫を元にオーディオブック化されていて、多田啓太の朗読により、2019年12月にAudibleからデータ配信された。

## テレビドラマ
2014年4月期と2015年7月期に、日本テレビ系「水曜ドラマ」枠で放送された『花咲舞が黙ってない』（はなさきまいがだまってない）の第1シリーズおよび第2シリーズの原作としてテレビドラマ化された。

## 漫画
2014年7月号から2015年9月号まで『花咲舞が黙ってない』のタイトルで、『Kiss』（講談社）六多いくみ作画で漫画化され、本作収録の「ストーカー」と「灰の数だけ」の2篇を原作とするエピソード2篇が掲載され、2015年に書籍化された。